# Cadmio (II)
El cadmio (II) o CdII es el estado de oxidación más frecuente en el que se encuentra el cadmio en los compuestos. En medios ácidos y neutros puede encontrarse como catión libre Cd2+; el cual, debido a la estabilidad de su configuración electrónica ([Kr]4d10) que impide transiciones electrónicas en longitudes de onda del espectro visible, es incoloro.

## Comportamiento ácido-base
A medida que aumenta la basicidad del medio se favorece la formación de las especies solubles monohidroxodicadmio(II), Cd2OH3+, y monohidroxocadmio(II), CdOH+. Ambas especies son producidas en bajas concentraciones.
2Cd2+ + OH-  Cd2OH3+
Cd2+ + OH-  CdOH+
El hidróxido de cadmio(II), insoluble y de color blanco, precipita a un pH cercano a 8.
CdOH+ + OH-  Cd(OH)2↓
A pH muy alcalinos de forma la especie soluble bicadmiato, HCdO2- en baja concentración.
Cd(OH)2 (s) + OH-  HCdO2-

## Reacciones

### Reducción
El catión Cd2+ es reducido a su estado de oxidación elemental solamente por reductores muy fuertes, como el Zn0 en medio ácido (el medio ácido se utiliza para evitar la formación del hidróxido de cadmio, que presenta menor tendencia a ser reducido que el catión libre en solución).
Cd2+ + Zn0  Cd0↓ + Zn2+
Como producto se observa la precipitación de escamas brillantes de cadmio elemental en el medio de reacción.

### Precipitación
| Rvo. precipitante | Reacción             | Color del precipitado | Observaciones | pKps |
| ----------------- | -------------------- | --------------------- | ------------- | ---- |
| NaOH              | Cd2+ + 2OH- Cd(OH)2↓ | Blanco                |               | 14,4 |
| Na2S              | Cd2+ + S2- CdS↓      | Amarillo              |               | 27,0 |